# 丸塚古墳 (下野市)
丸塚古墳（まるづかこふん、国分寺丸塚古墳）は、栃木県下野市国分寺にある古墳。形状は円墳。しもつけ古墳群（うち飯塚・国分寺地域）を構成する古墳の1つ。栃木県指定史跡に指定されている。

## 概要
| 古墳名         | 形状         | 規模        | 築造時期    | 史跡指定 |
| -------------- | ------------ | ----------- | ----------- | -------- |
| 摩利支天塚古墳 | 前方後円墳   | 墳丘長120m  | 5c末        | 国史跡   |
| 琵琶塚古墳     | 前方後円墳   | 墳丘長123m  | 6c初頭      | 国史跡   |
| 吾妻古墳       | 前方後円墳   | 墳丘長128m  | 6c後半      | 国史跡   |
| 甲塚古墳       | 帆立貝形古墳 | 墳丘長80m   | 6c後半      | なし     |
| 愛宕塚古墳     | 前方後円墳   | 墳丘長78.5m | 6c末        | 県史跡   |
| 山王塚古墳     | 前方後円墳   | 墳丘長89m   | 6c末-7c初頭 | なし     |
| 丸塚古墳       | 円墳         | 直径65m     | 7c前半      | 県史跡   |

栃木県南部、下野市西部の姿川と思川に挟まれた台地上に築造された大型円墳である。南西には山王塚古墳・愛宕塚古墳が所在する。2006年度（平成18年度）に発掘調査が実施されている。
墳形は円形。墳丘は2段築成で、特に1段目は幅約10メートルの平坦な基壇状を呈し、下野地域特有の「下野型古墳」の特徴を示す。1段目（基壇）は直径65メートル、2段目は直径42メートル、墳丘全体としては高さ約6.5メートルを測る。墳丘外表で埴輪は認められていない。墳丘周囲には周濠が巡らされており、周濠を含めた含めた古墳全体としては直径約92メートル（または85メートル）におよぶ。埋葬施設は横穴式石室で、南方向に開口する。凝灰岩の巨大な一枚石によって構築された整美な石室で、玄室のみ遺存する。石室内は盗掘に遭っているが、調査ではガラス小玉約70点が検出されている。
築造時期は、古墳時代終末期の7世紀前半頃と推定される。しもつけ古墳群の飯塚・国分寺地域では最後の首長墓に位置づけられる古墳になる。
古墳域は1978年（昭和53年）に栃木県指定史跡に指定された。現在では石室内への立ち入りは制限されている。

## 遺跡歴
- 1978年（昭和53年）6月2日、栃木県指定史跡に指定[4]。
- 2006年度（平成18年度）、発掘調査（下野市教育委員会、2012年に報告書刊行）。

## 埋葬施設

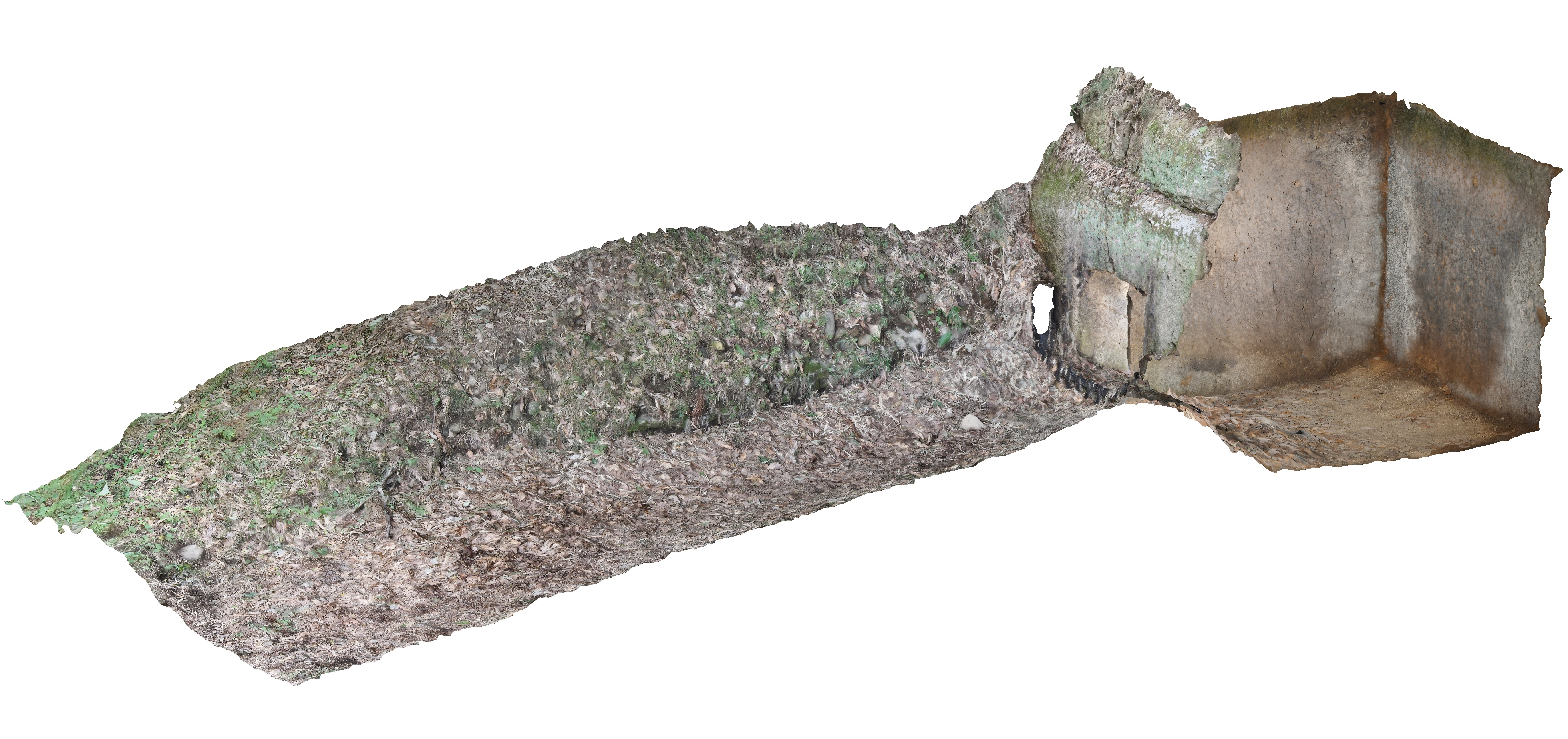
石室俯瞰図

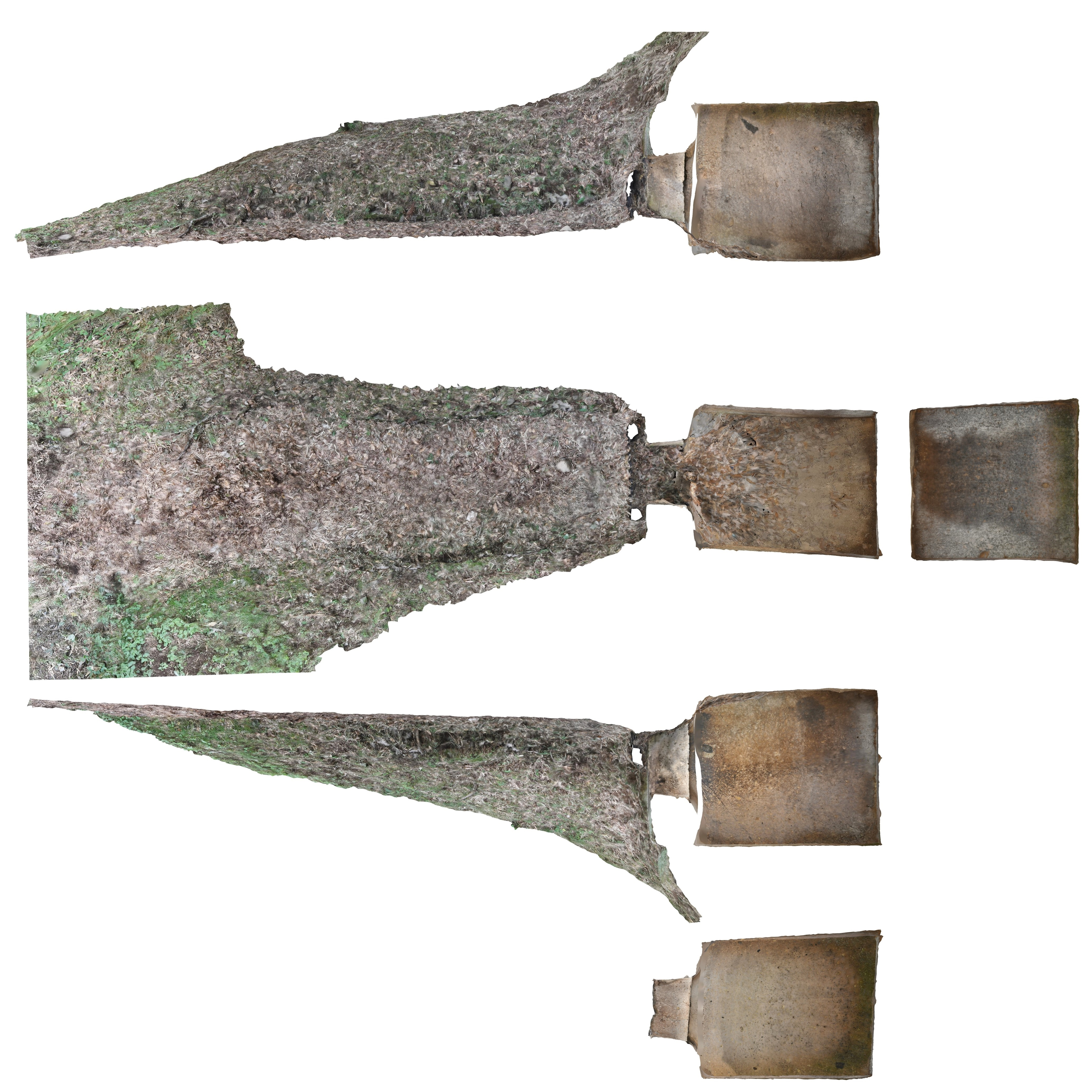
石室展開図

埋葬施設としては横穴式石室が構築されており、南方向に開口する。玄室のみ遺存し、玄室の規模は長さ2.24メートル・幅1.64メートル・高さ2.10メートルを測る。
石室の石材は凝灰岩の切石で、玄室の両側壁・奥壁・前壁・天井はいずれも各1石によって構築される。特に前壁は一枚石の中央を刳り抜く「刳り抜き玄門」である。
なお、かつては玄室のみの単室構造とされてきたが、発掘調査によって玄室前面に川原石積みが認められており、本来は複室構造であった可能性が指摘される（その場合の羨道は長さ3.8メートル・幅1.4メートル）。

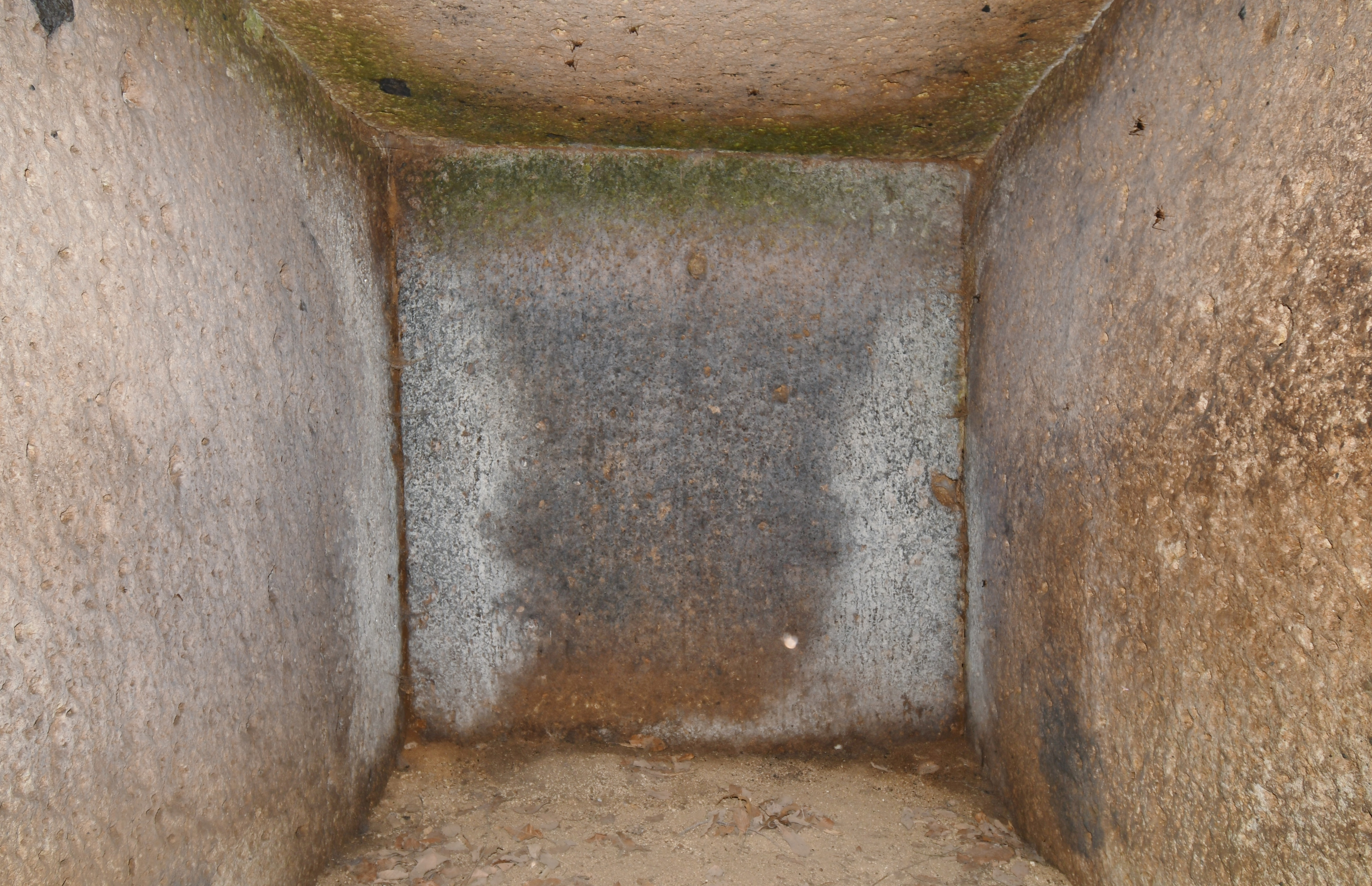
玄室（奥壁方向）
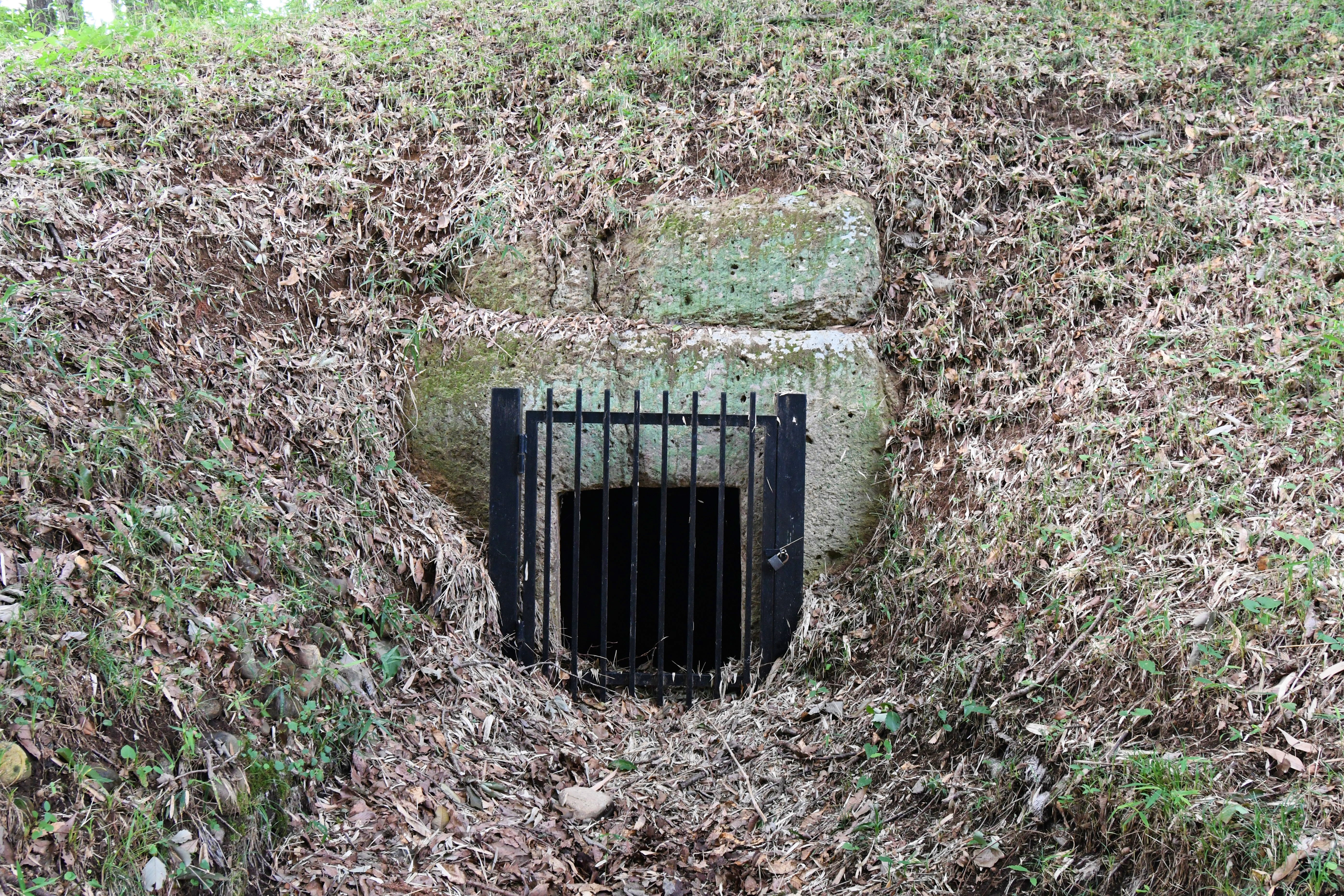
石室開口部
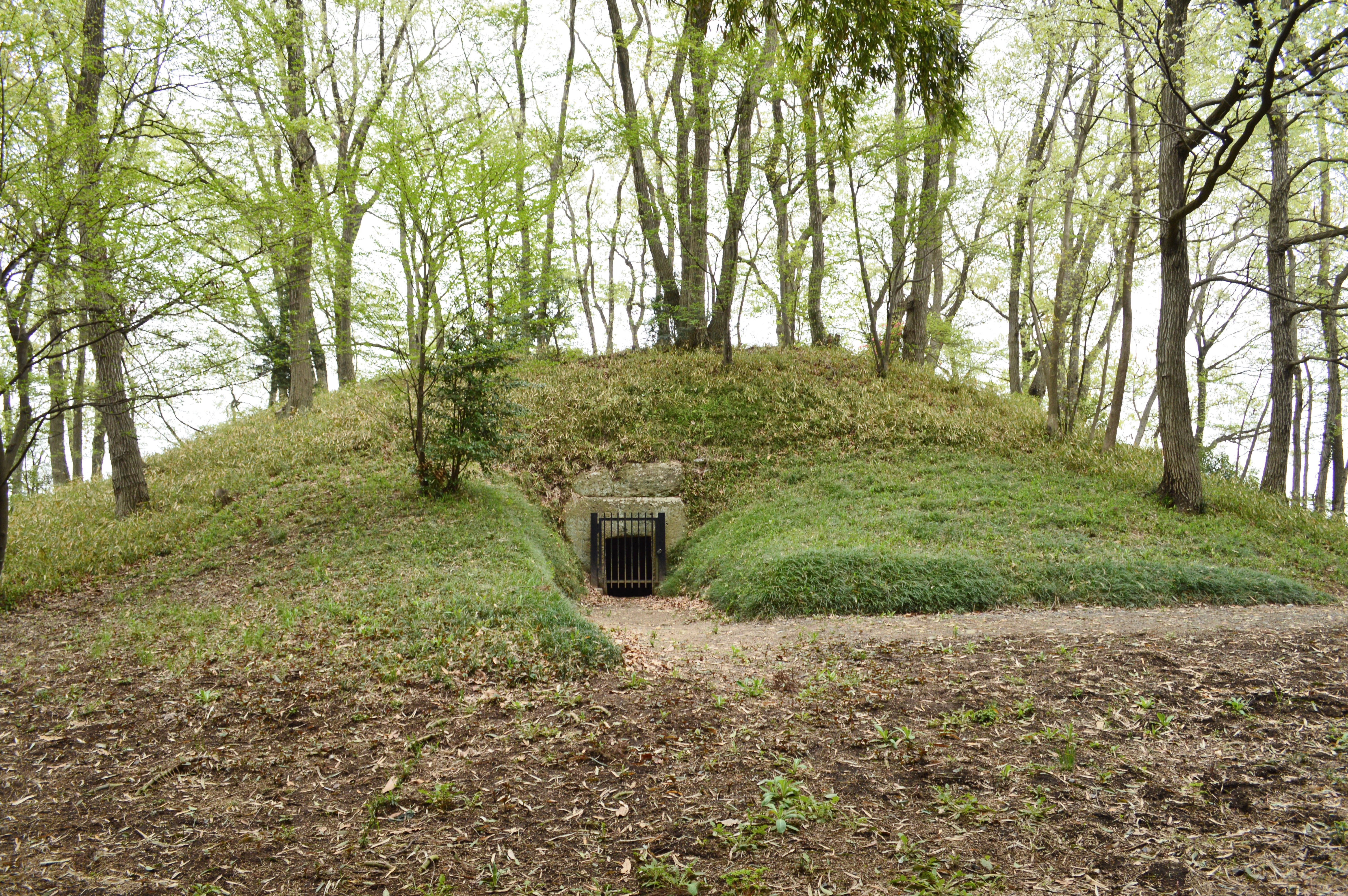
墳丘・石室開口部（2015年時点）
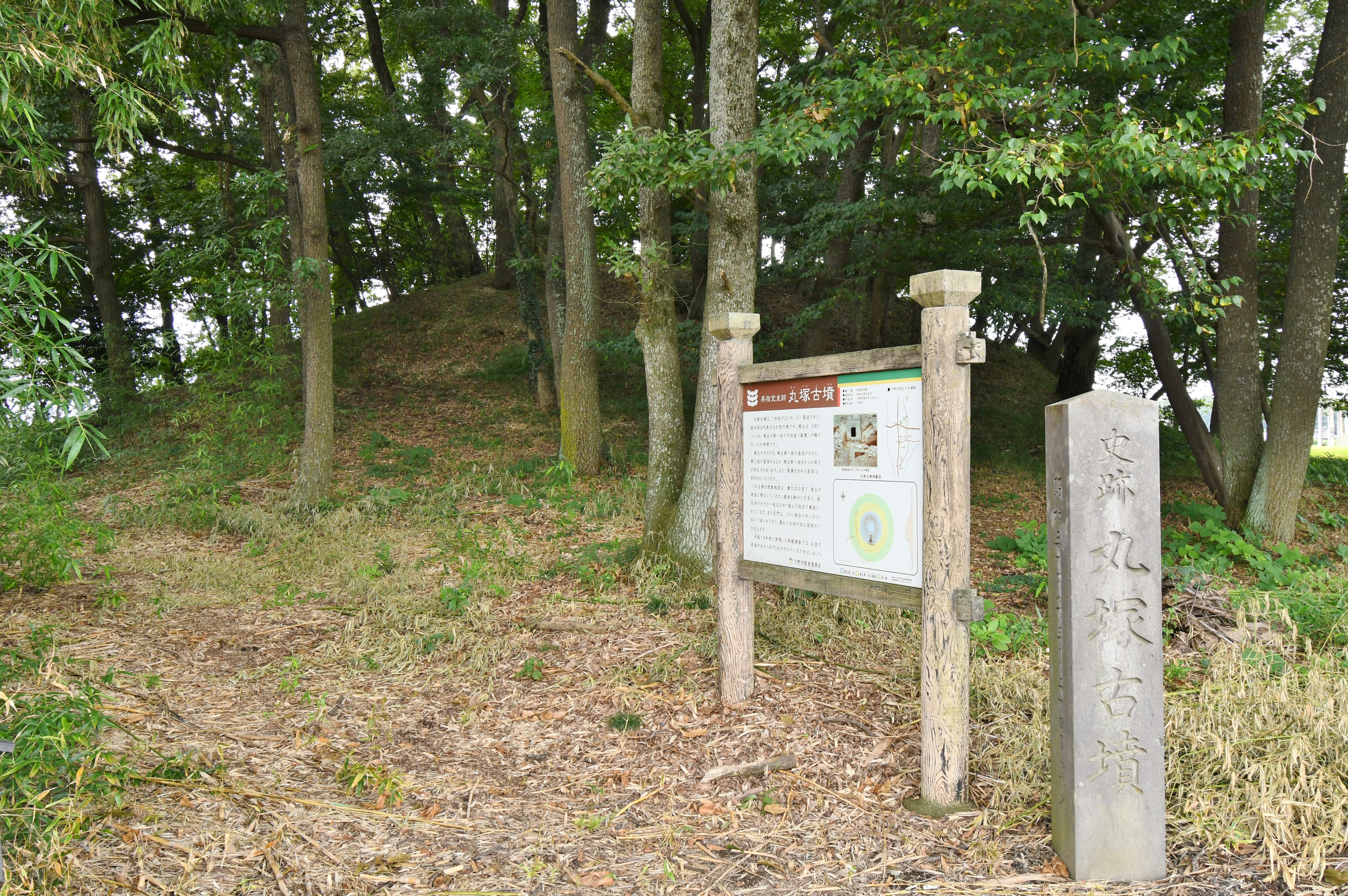
墳丘
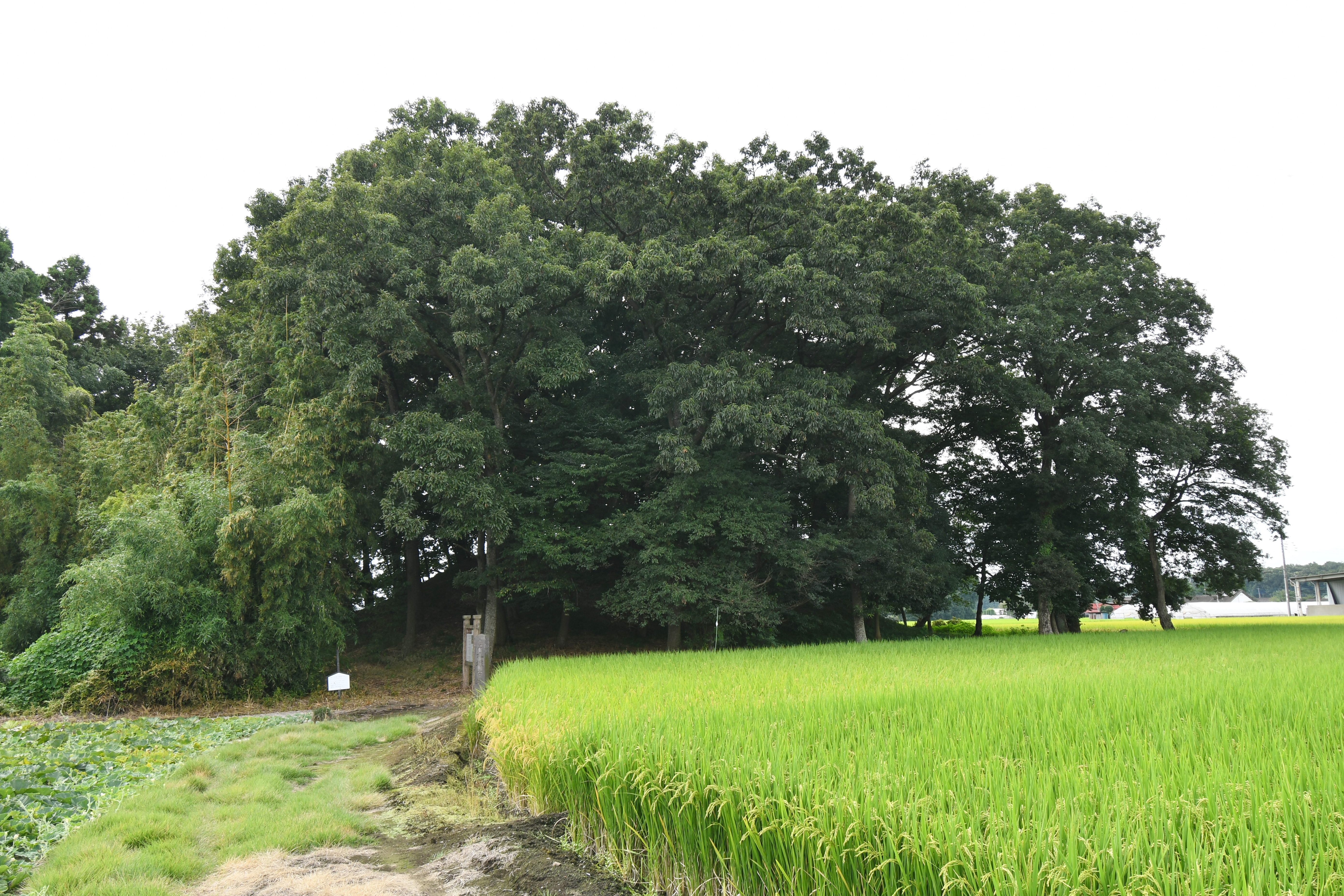
墳丘遠景

## 文化財

### 栃木県指定文化財
- 史跡
  - 丸塚古墳 - 1978年（昭和53年）6月2日指定[4]。

## 関連施設
- しもつけ風土記の丘資料館（下野市国分寺）

## 関連文献
（記事執筆に使用していない関連文献）
- 『丸塚古墳 -栃木県指定史跡丸塚古墳発掘調査報告書-（下野市埋蔵文化財調査報告 第9集）』下野市教育委員会、2012年。